# Necromenie

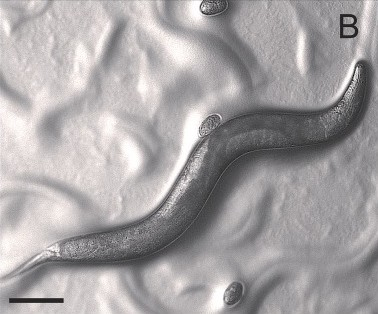
Fadenwürmer der Gattung Pristionchus, hier ein geschlechtsreifes Exemplar, leben als juvenile Dauerstadien im Verdauungstrakt von Käfern, wo sie jedoch bis zum Tod des Insekts keinen Schaden anrichten.

Als Necromenie bezeichnet man in der Biologie die Wechselbeziehung zwischen Organismen unterschiedlicher Arten, bei der ein Partner vom Tod des anderen profitiert, ohne diesen selbst herbeizuführen oder zu beschleunigen. Anders als beim Parasitismus, wird der Wirtsorganismus während seiner Lebenszeit nicht geschädigt.

## Formen der Necromenie
Einige necromenisch lebende Tierarten können wie manche Parasiten Dauerstadien bilden, die der Besiedelung anderer Organismen dienen. In dieser Ruhephase wird ihr Stoffwechsel auf ein Minimum reduziert. Erst, wenn das besiedelte Tier seinen Lebenszyklus beendet hat oder durch widrige äußere Umstände stirbt, entwickelt sich aus dem Dauerstadium wieder ein vollständiger Organismus, der sich von den Mikroorganismen und anderen Destruenten auf dem verwesenden Tier ernährt.
In anderen Fällen leitet sich die Necromenie von der Phoresie ab, bei der kleinere Lebewesen größere, oft flugfähige Tiere als Transportmittel nutzen. Sie werden durch dieses Verhalten weit verbreitet und nutzen als Kommensalen dieselben Nahrungsquellen wie ihre größeren Träger. Manche dieser phoretisch lebenden Tiere verlassen den Trägerorganismus jedoch nicht mehr bis nach dessen Tod. Erst dann entwickeln sie sich mit Hilfe der neuen Energiequellen auf dem sich zersetzenden Organismus weiter.

## Beispiele
Bekannte Beispiele sind Fadenwürmer, die mit verschiedenen Käferarten oder Tausendfüßern und anderen bodenbewohnenden Lebewesen vergesellschaftet sind. Nach dem Tod der Tiere ernähren sie sich von den Bakterien, Pilzen und anderen Fadenwurmarten auf den toten Organismen. Gut untersucht sind unter den Fadenwürmern die Gattungen Pristionchus und Rhabditis, die necromenisches Verhalten zeigen.
Die Milbenarten Histiostoma polypori und Histiostoma maritimum aus der Familie der Histiostomatidae nutzen Insekten zur Phoresie, entwickeln sich jedoch im Gegensatz zu vielen verwandten Milbenarten ausschließlich auf den Kadavern ihrer Transporteure weiter.
Necromenie ist weiter verbreitet als man ursprünglich annahm, wenn man bedenkt, dass die Bakterien, die als Nahrung der Fadenwürmer dienen, zu einem großen Teil unverdaut bleiben. Auch sie nützen den Verdauungstrakt des Wurms zum Weitertransport und im Falle seines Todes dient er diesen Saprobionten ebenfalls als Nahrungsquelle.

## Entwicklungsgeschichtliche Bedeutung
In der Entwicklungsgeschichte eines einzelnen Lebewesens ist Necromenie nicht unbedingt obligat für die Vollendung seines Lebenszyklus bis zur Geschlechtsreife. Der Fadenwurm Caenorhabditis vulgaris kann sowohl die Rollasseln der Gattung Armadillidium als auch die Glanzschnecken der Gattung Oxychilus mit Dauerstadien besiedeln, im Labor kann er aber seinen Lebenszyklus auch ohne einen Wirtsorganismus vollenden, wenn ihm entsprechende Bakterienrasen als Nahrungsquelle zur Verfügung stehen. Necromenie ist also für diese Art fakultativ, bringt jedoch neben der Weiterverbreitung durch Phoresie den Vorteil einer geschützten Umgebung mit einem reichen Nahrungsangebot nach dem Tod des Wirtstieres.
Manche Wissenschaftler sehen in der Necromenie der Fadenwürmer eine Vorstufe zum Parasitismus. Viele Arten der Fadenwürmer leben parasitisch und ernähren sich schon zu Lebzeiten des Wirtes auf dessen Kosten. Diese infektiösen Formen nutzen dieselben Mechanismen wie ihre necromenisch lebenden Verwandten. Dafür sind auch ganz ähnliche Gene und Signalwege in deren Zellen verantwortlich wie bei den Arten, die ihre Träger nicht schädigen.

## Forschungsgeschichte
George O. Poinar berichtete 1986 in der Erstbeschreibung des Fadenwurms Rhabditis  myriophila von dem seltsamen Verhalten des Wurms, der in einem juvenilen Stadium durch den Mund in den Verdauungstrakt des Doppelfüßers Oxidus gracilis eindrang, wo er jedoch keinen Schaden anrichtete, sondern in einem Dauerstadium verblieb. Poinar beobachtete, dass sich Rhabditis myriophila erst zur Geschlechtsreife weiterentwickeln konnte, sobald sein Wirtsorganismus ins Verwesungsstadium übergegangen war. 1989 veröffentlichte Walter Sudhaus von der Freien Universität Berlin zusammen mit Franz Schulte die Erstbeschreibung eines Fadenwurms, der dasselbe Verhalten zeigte. Der Begriff „Necromenie“ (englisch: necromeny) wurde dafür geprägt. Er leitet sich aus den altgriechischen Wörtern νεκρός (nekrós) ,Leiche‘ und μένειν (meneín) ,warten‘ ab und bedeutet „Warten auf den Kadaver“. Die neu entdeckte Fadenwurmart wurde daher Rhabditis necromena genannt.